# اومدا
اومدا (به لاتین: Umeda) یک منطقهٔ مسکونی در ژاپن است که در Kita-ku واقع شده‌است.